# NGC 33
NGC 33 је двојна звезда у сазвежђу Рибе која се налази на NGC листи објеката дубоког неба.
Деклинација објекта је + 3° 40' 35" а ректасцензија 0h 10m 56,6s. Привидна величина (магнитуда) објекта NGC 33 износи 14,3.